# Карой Левіцкі
Карой Левіцкі (угор. Károly Levitzky, 1 травня 1885 — 23 серпня 1978) — угорський академічний веслувальник і спортсмен.
Бронзовий призер Олімпійських Ігор 1908 року в одиночці.